# Alexander Christoph von Brevern

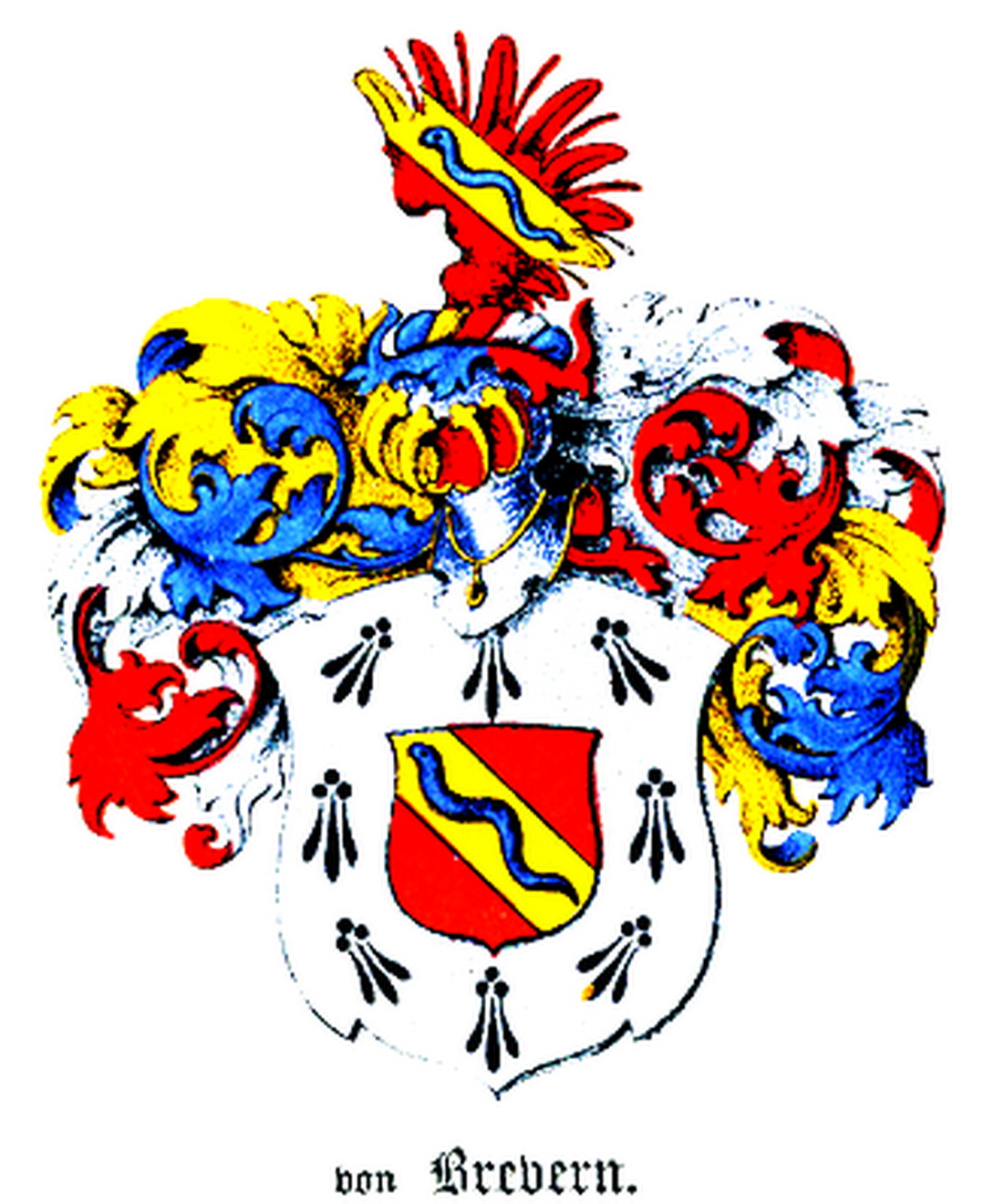
Wappen derer von Brevern

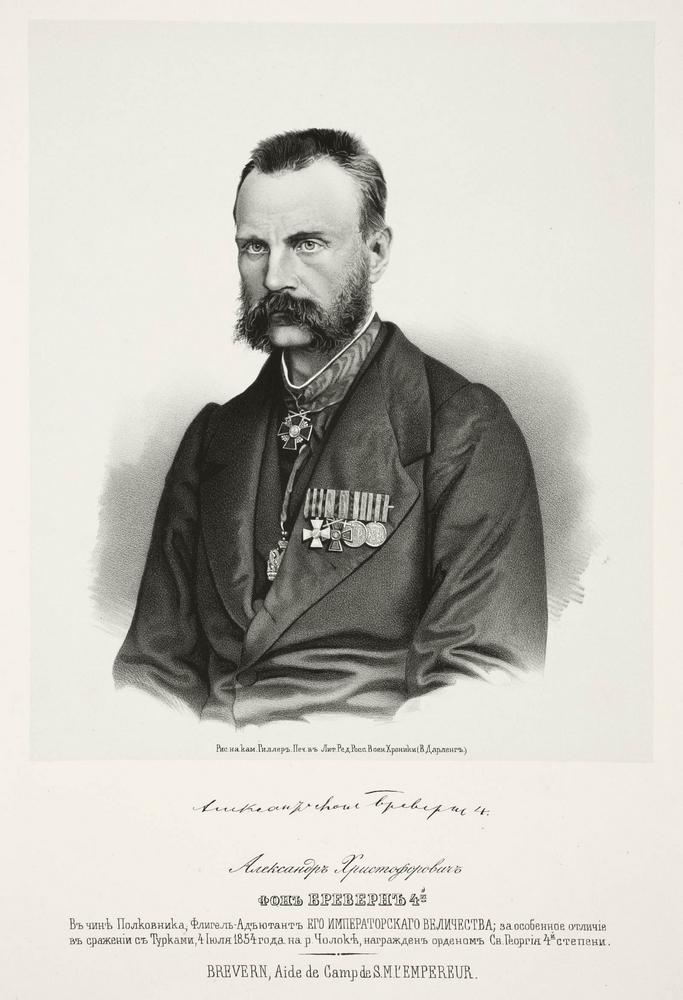
Alexander Christoph von Brevern, Generalmajor a. D.

Alexander Christoph von Brevern (Александр Христофорович Бреверн; * 4. Oktober 1823 in Kiekel, Gouvernement Estland; † 21. Oktober 1896 in Mitau, Gouvernement Kurland) war ein Generalmajor in der Kaiserlich-russischen Armee und gilt als „Held des Krimkriegs“. 

## Leben
Alexander Christoph von Brevern stammte aus dem deutsch-baltischen Adelsgeschlecht von Brevern und war der Sohn von Christoph Engelbrecht von Brevern (1782–1863) und seiner Ehefrau Julie Charlotte, einer geborenen von Strandmann (1790–1830). Sein Vater war der erste Familienangehörige, der das kurländische Indigenat erhielt, er war der Gründervater der kurländischen Linie der Familie von Brevern. Nach seiner Militärlaufbahn kam der ledige Alexander Christoph von Brevern 1881 nach Miltau zurück und verbrachte, bis zu seinem Tode am 21. Oktober 1896, seinen Ruhestand bei seinem Bruder Iwan von Brevern.

## Militärische Laufbahn
Seine militärische Ausbildung begann in der russischen Kadettenschule, dem sogenannten „Pagencorps“ (Пажеский корпус), in Sankt Petersburg. 1842 verließ er das Pagencorps als Fähnrich und übernahm seinen Dienst im Semjonowskoje-Leibgarderegiment. 1846, nachdem er den Dienstgrad Hauptmann erlangt hatte, wechselte er zum Jäger-Regiment in Wilna (Litauen).
Während des Ungarnfeldzuges 1848–1849 war er Adjutant bei General Alexander Nikolajewitsch von Lüders, der das 5. Infanteriecorps befehligte. Unter dem Befehl von Lüders drang die russisch-kaiserliche Armee bis nach Rumänien vor und eroberte Hermannstadt. Adjutant Brevern wurde zum Kurier ernannt, um die siegreiche Nachricht an Kaiser Nikolaus I. (1796–1855) zu überbringen. Am 28. Juli 1849 erhielt er die Beförderung zum Flügeladjutanten, gleichzeitig wurde er im Jahre 1849 mit dem russischen Orden der Heiligen Anna (2. Klasse mit Schwertern) und dem Orden des Heiligen Wladimir (4. Klasse) ausgezeichnet.
Nach seiner Beförderung zum Oberstleutnant übernahm er 1854 das Kommando über das 3. Bataillon des Kura-Regimentes (Куринский 79-й пехотный полк), welches im Kaukasus eingesetzt war. Im Oktober 1854 wurde er mit dem russischen Orden des Heiligen Georg (4. Klasse) ausgezeichnet. Während des Krimkrieges 1853–1856 zeichnete sich Brevern, inzwischen zum Oberst befördert, durch besonderen Einsatzwillen aus und wurde mit dem „Goldenen Schwert für Tapferkeit“ ausgezeichnet, gleichzeitig wurde ihm das Attribut „Held des Krimkrieges“ zu Teil. Eine psychische Erkrankung zwang den am 30. August 1881 zum Generalmajor beförderten von Brevern, gleichzeitig den Militärdienst zu quittieren.

## Auszeichnungen

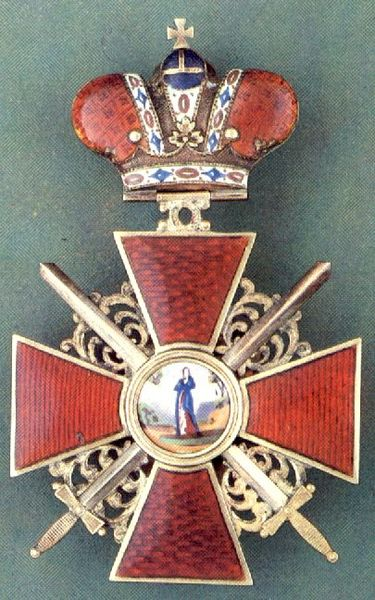
Russischer Orden der Heiligen Anna (2. Klasse)
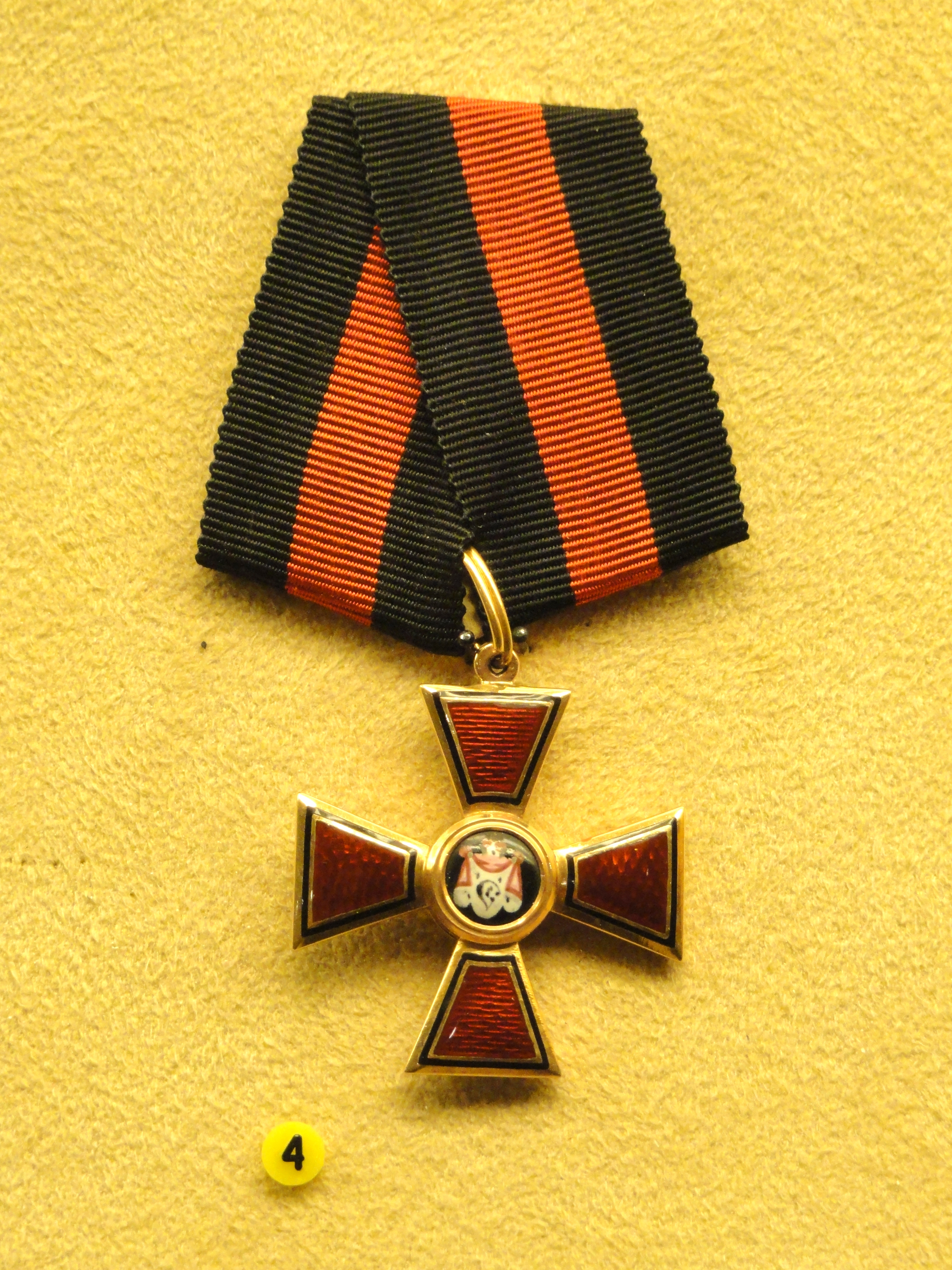
Orden des Heiligen Wladimir (4. Klasse)
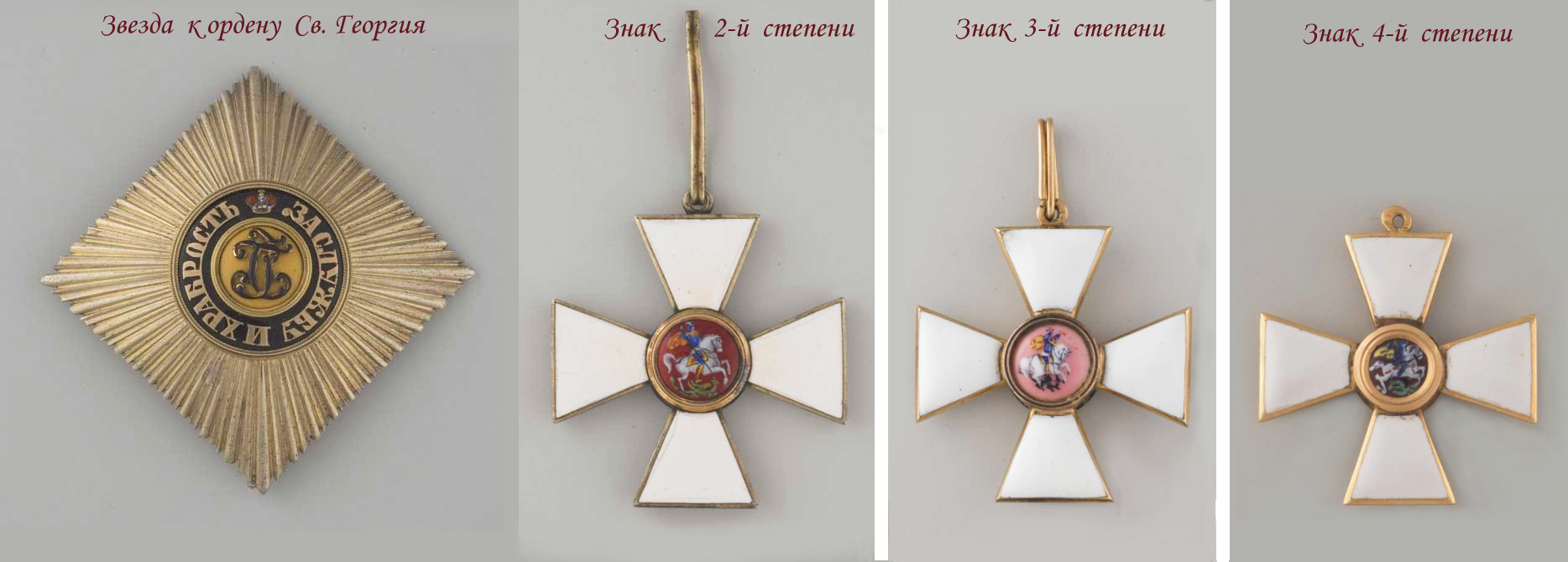
Russischer Orden des Heiligen Georg (4. v.l. 4. Klasse)
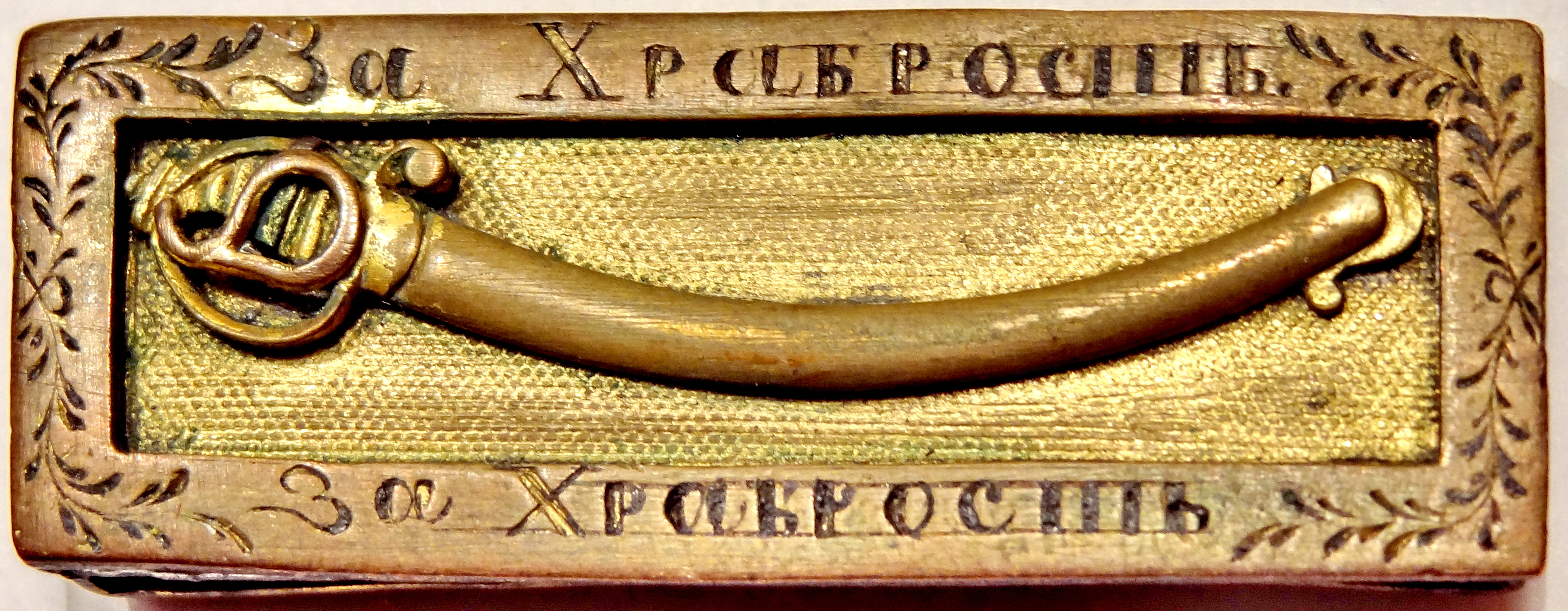
Goldene Schwert für Tapferkeit